# Makarski festival stripa – MaFest
Makarski festival stripa - MaFest (eng. Makarska Comic Book Festival) međunarodni je festival stripa koji se održava od 2006. godine.

## Povijest
MaFest je pokrenut 2006. u organizaciji udruge Mozaik stripa, a održava se jednom godišnje, uz izuzetak 2013. kada zbog financijskih problema festival nije održan. Najava za 8. izdanje festivala objavljena je krajem te iste godine. Tijekom nekoliko dana trajanja festivala organiziraju se izložbe originalnih radova, razgovori s autorima, potpisivanje stripova, tribine i predavanja. Festival predstavlja i neafirmirane autore, bavi se i edukacijom, pa se tako redovito održavaju radionice stripa za djecu i odrasle, a ima i humanitarni karakter. Festival prate tematske novine i katalozi, a popraćen je i glazbenim događanjima.

## Gosti
Tijekom proteklih godina MaFest je posjetilo više od 100 autora, kao što su Hermann (Jeremiah), Alfredo Castelli (Martin Mystère), Jamie Delano (Hellblazer), Peter Milligan (X-Force), Eduardo Risso (100 bullets), Bane Kerac (Cat Claw), Moreno Burattini (Zagor) i drugi.

### O MaFestu
MaFest je pokrenut 2006. godine u organizaciji udruge Mozaik stripa, a održava se u Makarskoj jednom godišnje krajem svibnja. Tijekom trajanja festivala organiziraju se izložbe originalnih radova specijalnih gostiju festivala, razgovori, predavanja i tematske tribine, crtanja i potpisivanja za posjetitelje. Predstavljaju se nova izdanja, neafirmirani autori i autorski stripovi, rade se edukativne radionice za djecu i mlade, te humanitarna aukcija. Festival je predstavljen plakatima na kojima su motivi iz Makarske, katalogom festivala, festivalskim novinama i drugim popratnim materijalom, a obavezan dio su i glazbena događanja.
Termini i glavni gosti MaFesta
Prvi MaFest: 19. – 21. svibnja 2006. i glavni gost Hermann Huppen (Belgija).
Drugi MaFest: 18. – 20. svibnja 2007. i glavni gosti Alfredo Castelli (Italija) i Lucio Filippucci (Italija).
Treći MaFest: 15. – 18. svibnja 2008. i glavni gosti Fabio Civitelli (Italija), Jamie Delano (Velika Britanija), Alfonso Font (Španjolska), Gianfranco Manfredi (Italija), Darko Perović (Srbija), Bruno Ramella (Italija) i Goran Sudžuka (Hrvatska).
Četvrti MaFest: 21. – 24. svibnja 2009. i glavni gosti Roberto De Angelis (Italija), Roberto Diso (Italija), Gallieno Ferri (Italija), Darko Macan (Hrvatska), Peter Milligan (Velika Britanija), Boro Pavlović (Hrvatska), Antonio Serra (Italija) i Gigi Simeoni (Italija).
Peti MaFest: 20. – 23. svibnja 2010. i glavni gosti Enrique Sanchez Abuli (Španjolska), Giampiero Casertano (Italija), Zoran Janjetov (Srbija), Ivo Milazzo (Italija), Goran Parlov (Hrvatska), Eduardo Risso (Argentina) i Pasquale Ruju (Italija).
Šesti MaFest: 16. – 22. svibnja 2011. i glavni gosti Lola Airaghi (Italija), Giancarlo Alessandrini (Italija), Brian Azzarello (SAD), Štef Bartolić (Hrvatska), Ivan Brandon (SAD), Bruno Brindisi (Italija), Adi Granov (Velika Britanija), Keiko Ichiguchi (Japan), Bane Kerac (Srbija), David Lloyd (Velika Britanija) i Andrea Venturi (Italija).
Sedmi MaFest: 21. – 27. svibnja 2012. i glavni gosti Moreno Burattini (Italija), Stefano Casini (Italija), Sylvain Cordurie (Francuska), Mirko Čolak (Srbija), Pasquale Frisenda (Italija), Igor Kordej (Hrvatska), Vladimir Krstić Laci (Srbija), Tomaž Lavrič (Slovenija), Nicola Mari (Italija), Renato Quierolo (Italija), Jean Van Hamme (Belgija) i Marco Verni (Italija).
Osmi MaFest: 19. – 25. svibnja 2014. i glavni gosti Pasquale del Vecchio (Italija), Roberto Zaghi (Italija), Eric Bourgier (Francuska), Daniel Henrotin Dany (Belgija), Sean Gordon Murphy (SAD), Grzegorz Rosinski (Poljska), Mark Simpson Jock (Velika Britanija), Boris Talijančić (Hrvatska) i Milorad Vicanović Maza (Bosna i Hercegovina).
Deveti MaFest: 9. – 11. ožujka 2015. i 21. – 24. svibnja 2015. i glavni gosti Aneke Murillenem (Španjolska), Angelo Stano (Italija), Niko Henrichon (Kanada), Frazer Irving (Velika Britanija), Colin MacNeil (Škotska), Carlo Ambrosini (Italija), Alessandro Nespolino (Italija), Mario Alberti (Italija) i Frano Petruša (Hrvatska).
Deseti MaFest: 13. – 15. ožujka 2017. i 25. – 28. svibnja 2017. i glavni gosti Charlie Adlard (Velika Britanija), Doug Braithwaite (Velika Britanija), Alfio Buscaglia (Italija), Giuseppe Camuncoli (Italija), Claudio Castellini (Italija), Sonja Gašperov (Hrvatska), R. M. Guéra (Srbija), Marica Inoue (Japan), Dražen Kovačević (Srbija), Emiliano Mammucari (Italija), Valentin Sécher (Francuska), Robert Bob Solanović (Hrvatska), Jill Thompson (SAD) i Turk (Belgija). 
Jedanaesti MaFest: 12. – 15. ožujka i 24. – 27. svibnja 2018. i glavni gosti Filip Andronik (BIH), Fabio Celoni (Italija), Claudio Chiaverotti (Italija), Dobbs (Francuska), Luca Enoch (Italija), Toni Fejzula (Srbija), Davide Gianfelice (Italija), Olivier Grenson (Belgija), Steve McNiven (Kanada), Dejan Nenadov (Srbija), Dalibor Talajić (Hrvatska), Walter Venturi (Italija) i Laura Zuccheri (Italija).
Dvanaesti MaFest: 11. – 15. ožujka i 23. – 26. svibnja 2019. i glavni gosti Ivana Armanini (Hrvatska), Alessio Avallone (Italija), Vanessa Belardo (Italija), Krešimir Biuk (Hrvatska), Fernando Blanco (Španjolska), Serge Carrere (Francuska), Matteo Cremona (Italija), Shawn Crystal (SAD), Fernando Dagnino (Španjolska), Maurizio di Vincenzo (Italija), Michele Masiero (Italija), Francis Portela (Španjolska), Zoran Smiljanić (Slovenija), Marco Soldi (Italija) i Frederic Volante (Belgija).  
Sudionici programa
Pored specijalnih gostiju sudionici programa festivala su crtali u više navrata za posjetitelje, upoznavali ih s mnogim temama iz svijeta stripa, educirali djecu i odrasle kako stvoriti strip, pregledavali radove neafirmiranih crtača, crtali na tablama velikih formata, izlagali svoje radove, pričali o festivalima i scenama čiji su dio, dolazili iz Slovenije, Turske, Makedonije, Japana, Njemačke, Velike Britanije, SAD-a i mnogo drugih zemalja kako bi našli svoje mjesto u programu. Među njima su i glavni gosti koji su MaFest ponovo došli posjetiti i budući glavni gosti: Hermann, Lucio Filippucci, Lola Airaghi, Roberto Diso, Darko Perović, Bane Kerac, Goran Parlov, Goran Sudžuka, Darko Macan, Štef Bartolić, Gallieno Ferri, Giancarlo Alessandrini, Keiko Ichiguchi, Andrea Venturi, Bruno Brindisi, Bruno Ramella, Boro Pavlović, Pasquale del Vecchio, Mirko Čolak, Milorad Vicanović Maza, Joško Klarić, Ane Denona, Hrvoje Pranjić, Boris Lukić, Dalibor Pehar, Dragan Kovačević, Mladen Viskić, Sergej Karov, Frano Petruša, Esad Ribić, Robert Solanović, Borislav Grabović, Marko Šunjić, Bernard Radovčić, Komikaze, Danko Ješić, Jani Prgič, Mladen Melanšek, Matt Hollingsworth, Giulia Brusco, Miodrag Ivanović Mikica, Dalibor Talajić, Tihomir Tikulin, Sibin Slavković, Zlatko Milenković, Niko Barun, Miki Horvatić, Zoran Žmirić Gand, Murat Mihcioglu, Hakan Sasmaz, Filip Andronik, Emir Pašanović, Esmir Prlja, Majo Pavlović, Vedad Šabanadžović, Edis Veličanin, Elvir Jusufović, Dejan Nikolaj Kraljačić, Amir Hadžić, Gilles Kraemer, Damir Nikšić, Pavle Zelić, Aleksandar Sotirovski, Dragan Paunović, Marko Stojanović, Toni Faver, C. B. Cebulski, Gisele de Haan, Sebastijan Čamagajevac, Renato Vladimir Renky, Alem Čurin, Vjekoslav Đaniš, Zoran Đukanović, Csaba Kopeczky, Sonja Gašperov, Miro Župa, Stevan Subić, Pasquale Frisenda, Krešimir Zimonić, Vanja Rebac, Vinko Barić, Damir Ercegović, Nikolina Ivezić, Marin Radišić, Vladimir Šagadin, Ivan Svaguša, Josip Sršen, Miroslav Mrva, Maja Karačić, Žika Tamburić, Ladan Mehić, Krešimir Biuk, Janina Pavić, Mirela Grbić, Johann Ulrich, Matko Vladanović, Veljko Krulčić, Enis Čišić, Vibor Juhar, Vjeran Juhas, Milko Peko, Vladimir Davidenko, Helena Janečić, Matej Stić, Valentina Briški, Izar Lunaček, Jana Adamović, Marko Dješka, Stipe Kalajžić, Irena Jukić Pranjić i Nejc Juren.
Programski sadržaji
Preko 120 tribina, druženja s glavnim gostima i promocija izdanja na dosadašnjim festivalima se zbilo. Mnoštvo je to autora, stilova, crtačkih škola, tema, profesionalaca i neafirmiranih koji su na MaFestu dobili priliku pokazati svoje crteže ili istraživanja te se povezati s istomišljenicima, izdavačima i kritičarima. 
Sedamdeset pet crtanja i potpisivanja je upriličeno, a sudjelovalo je preko 100 autora s 4 kontinenta. Mafest je specifičan i po tome što se ne uvjetuje dobivanje crteža kupovinom izdanja ili promotivnih materijala kao što je to slučaj s ostalim festivalima gdje se naplaćuju ulaznice i crteži. Na devetom MaFestu bilo je preko 23 sata crtanja s autorima iz 10 zemalja, a s posjetiteljima iz još više država i s 5 kontinenata. 
Na dvanaestom MaFestu je bilo preko 26 sati službenog crtanja i nebrojeni sati neslužbenog crtanja uz druženje. 
Šesnaest pojedinačnih i zajedničkih izložbi s više od 58 autora bilo je posloženo na više lokacija u gradu, također besplatno za sve posjetitelje. Jedinstvena prilika za vidjeti originale tabli, naslovnica i stripova "izbliza". 
Na burzi stripova su zastupljeni izdavači iz Hrvatske i inozemstva, veliki broj novih izdanja predstavlja se upravo na Mafestu, a veliki je broj doniranih stripova posjetiteljma, školama, knjižnicama, učenicima i nastavnicima. 
Važan dio MaFesta su radionice s predškolskom djecom i učenicima osnovnih škola s područja Makarske Rivijere. Dosad su održane 84 razne radionice, a osim njih, organizira se i natječaj za najbolji kratki strip koji se nagrađuje, a broj prijavljenih radova raste iz godine u godinu.  
MaFest se povezuje i s drugim umjetnostima, pa je bilo projekcija serija, igranih i dokumentarnih filmova. Za nove generacije 2012. je bio organiziran i YuGiOh turnir.
U glazbenom dijelu programa na MaFestu su nastupali Zabranjeno Pušenje, Natural (više navrata), Vatra (u dva navrata), Zbunjeni (dva navrata), Ramirez, No Logo, Bestidnici, Pleska Blues, Stipan Popović & friends, Sedmo Nebo, Dudlaši, Siledžije, Regular Džon & Pešes, L.O.G.O., Sheez, Nebesmrtnici, Ona i aistenti, Linda Evans,  Rezerve, Ischariotzcky i brojni DJ-evi. 
Veliki je broj suradnji dogovoren upravo na MaFestu, izdavačima i head hunterima svoju devetu umjetnost su imali priliku pokazati Mirko Čolak, Ive Svorcina, Miki Horvatić, Enis Čišić, Bane Kerac kao i mnogi drugi već afirmirani autori i talentirani početnici. 
Pored aukcije na kojoj autori i posjetitelji mogu pokazati svoj humanitarni karakter, MaFest se trudi i na druge načine humanizirati društvo, pomoći ljudima s posebnim potrebama i poteškoćama, pa je podržao rad Maje Karačić i Ivana Svaguše koji su predstavili strip "Nevidljive priče" 2012. i projekt "Pretežno vedro" koji je nastao s ciljem poticaja emocionalnog razvoja djece i mladih te suradnje Nastavnog zavoda za javno zdravstvo Splitsko-Dalmatinske županije i strip škole u Info zoni koju su vodili Janina Pavić i Ivan Svaguša.

### Plakati
Od prvog plakata 2006. kojeg je nacrtao Hermann s junacima Jeremiahom i Kurdyjem pored crkve Sv. Marka na glavnom gradskom trgu (Hermann se i sam slikao na istom mjestu kad je bio na Mafestu), junaci iz stripova se sjajno uklapaju u Makarske ulice, na rivu, zidine, more i Biokovo. Našli su se tu Martin Mystere, Dylan Dog, Magični vjetar, Red Sonja, Cat Claw, Zagor, Nathan Never, Napoleone, Julia, Tex Willer i mnogi drugi. Posebno mjesto među dosadašnja 83 plakata zauzima onaj Bore Pavlovića za neodržani MaFest 2013. Dizajnerica Melina Mikulić je vizualno oblikovala kako plakate tako i gotovo čitav dizajnerski identitet Mafesta.

## Izložba originala Andrije Maurovića na 10. MaFestu "Stari Mačak pod Biokovom"
Jubilarni deseti MaFest otvorio se izložbom originalnih crteža velikog Andrije Maurovića iz 1937. godine. Riječ je o kaiševima iz stripova “Gospodar Zlatnih bregova” i “Sablast Zelenih močvara”, tj. samom početku serijala o Starom Mačku. Scenarije za njih napisao je sjajni Franjo Martin Fuis (Fra Ma Fu), a najeminentniji povjesničari umjetnosti i strip kritičari smatraju ih neupitnim remek-djelima svjetskog značaja (izvorno su bili objavljeni u zagrebačkim “Novostima”).
Izložbu “Stari Mačak pod Biokovom” otvorila je 25. svibnja 2017. u Gradskoj galeriji Antun Gojak u Makarskoj ministrica kulture dr. sc. Nina Obuljen Koržinek, a prisustvovali su i državni tajnik Krešimir Partl te brojni posjetitelji. Originale koji su bili izloženi u Makarskoj hrvatska javnost dosad nikad nije imala prilike vidjeti, što je točno na 80. obljetnicu njihova nastanka i ispravljeno. Izložbu otvorenu od 25. – 28. svibnja vidjelo je preko tisuću posjetitelja. 
Na jedanaestom MaFestu od 24. – 27. svibnja 2018. predstavljen je drugi dio originalnih radova, a na dvanaestom od 23. – 26. svibnja 2019. veliki broj posjetitelja je imao priliku vidjeti i treći dio izložbe pasica.

MaFest 2020.
Uvodni dio koji će biti posvećen osnovnoškolcima i djeci vrtićke dobi s područja Makarske rivijere te koji neće biti otvoren za posjetitelje, održat će se kao i svake godine u ožujku, dva mjeseca prije glavnog dijela festivala, u terminu od 16. do 20. ožujka 2020.
Glavni dio festivala, odnosno onaj tradicionalni svibanjski MaFest koji će biti otvoren za širu publiku te čija će događanja biti posvećena i dostupna svim stripofilima sa svih strana svijeta, održat će se u terminu 28. – 31. svibnja 2020. (četvrtak - nedjelja).

## Vanjske poveznice
- Službene stranice festivala
- MaFest Facebook stranica